# Vouvry
Vouvry est une commune suisse du canton du Valais, située dans le district de Monthey.
La commune comprend plusieurs localités : Vouvry, le village principal, le plateau de Vésenand, qui comprend les villages de Miex, du Flon, de Taney ainsi que Chavalon et Les Barges qui ne se trouvent pas sur le plateau de Vésenand. Il y a aussi le lieu-dit Le Plan-du-Chêne qui se trouve sur la route de Miex.

## Géographie

### Situation

Photo aérienne (1971).

La commune se situe à 11 km au nord-nord-ouest de Monthey.
Le territoire de Vouvry s'étend sur 33,5 km2. Lors du relevé de 2013-2018, les surfaces d'habitations et d'infrastructures représentaient 6,6 % de sa superficie, les surfaces agricoles 34,9 %, les surfaces boisées 39,2 % et les surfaces improductives 19,2 %. La commune forme sur 7 km la frontière entre la Suisse et la France (val d'Abondance), reliées par le col ou pas de Vernaz, à 1 814 m d'altitude. Le centre de la commune se situe à une altitude de 391 m sur la place et à 427 m vers l'église. Vouvry culmine au sommet des Cornettes de Bise, à 2 432 m d'altitude.

### Transports

#### Transports publics
- Gare CFF de Vouvry, ligne St-Gingolph–Bouveret–Monthey–St-Maurice.
- Lignes de CarPostal
  - Bus de nuit : Monthey – Vouvry - St-Gingolph
  - Ligne 131 : Vouvry - Miex
  - Ligne 120 : [Villeneuve VD] - [Noville] - [Rennaz] - [Noville] - [Chessel] - [Vouvry] - [Vionnaz] - [Collombey-Muraz] - [Monthey]

#### Transports individuels
- A9 (Brigue - Lausanne - Vallorbe)  16 (Villeneuve) et   17 (Aigle)
- Route principale 21 : Saint-Gingolph (frontière, D 1005 vers Évian-les-Bains) - Vouvry - Vionnaz (H 11) - Collombey-Muraz - Monthey - Martigny - Tunnel du Grand-Saint-Bernard

## Toponymie
Le nom de la commune signifie « sous la colline ». Il est formé de la préposition celtique vo- (sous, en dessous) et du substantif brig- (colline, montagne), latinisés en Vobrigium.
La première occurrence écrite du toponyme, Wovregium, date de 1018.
La commune se nomme Veuvri en patois valaisan.

## Histoire
Le territoire de Vouvry est habité depuis au moins 35 000 ans, comme l'atteste l'abri moustérien à Taney. Un cimetière burgonde de 23 tombes a été découvert en 1898.
En 1018, Rodolphe III de Bourgogne donne le domaine royal de Vouvry à l'abbaye de Saint-Maurice, qui y installe un vidomne, puis un châtelain. Vouvry passe sous la souveraineté de l'empereur Conrad II le Salique en 1032, puis des comtes de Savoie. Un acte de 1272 départage les droits du comte et de l'abbé. Celui-ci inféode la seigneurie à des nobles de la région (familles la Tour, Blonay, Vouvry et autres). Vouvry, qui relevait du bailliage de Chillon, passe en 1536 sous la souveraineté du Haut-Valais, exercée par le gouverneur de Monthey qui confirme les franchises du lieu en 1569 et 1578. La communauté gère ses affaires par des procureurs au XIVe siècle, puis par deux syndics dès le XVe siècle. En 1798, Vouvry forme une commune avec Miex et Taney. Le château de la Porte du Scex (1597, rebâti 1672-1678), péage et résidence du châtelain du Bouveret, puis poste de gendarmerie, devient le Musée du Vieux-Vouvry en 1976, puis le Musée historique du Chablais en 2008.

## Jumelage
- Bodnegg (Allemagne) depuis 2003

## Population et société

### Gentilé et surnom
Les habitants de la commune se nomment les Vouvryens, anciennement les Vouvriouds ou les Veuvriens (fém. : Veuvriendzes).
Ils sont surnommés lè Tsî No, soit ceux de chez nous en patois valaisan.

### Démographie

#### Évolution de la population
Vouvry compte 4 473 habitants au 31 décembre 2022 pour une densité de population de 134 hab/km2. Sur la période 2010-2019, sa population a augmenté de 18,3 % (canton : 10,5 % ; Suisse : 9,4 %).  

#### Pyramide des âges
En 2020, le taux de personnes de moins de 30 ans s'élève à 34,2 %, au-dessus de la valeur cantonale (31,7 %). Le taux de personnes de plus de 60 ans est quant à lui de 23 %, alors qu'il est de 26,6 % au niveau cantonal.
La même année, la commune compte 2 082 hommes pour 2 161 femmes, soit un taux de 49,1 % d'hommes, inférieur à celui du canton (49,6 %).
| Hommes | Classe d’âge | Femmes |
| ------ | ------------ | ------ |
| 0,5    | 90 ans ou +  | 1,2    |
| 6,1    | 75 à 89 ans  | 8,1    |
| 14,8   | 60 à 74 ans  | 15,2   |
| 22,6   | 45 à 59 ans  | 22,0   |
| 21,3   | 30 à 44 ans  | 19,8   |
| 16,4   | 15 à 29 ans  | 16,1   |
| 18,2   | - de 14 ans  | 17,6   |

| Hommes | Classe d’âge | Femmes |
| ------ | ------------ | ------ |
| 0,5    | 90 ans ou +  | 1,2    |
| 7,5    | 75 à 89 ans  | 9,4    |
| 16,8   | 60 à 74 ans  | 17,7   |
| 22,2   | 45 à 59 ans  | 21,7   |
| 20,3   | 30 à 44 ans  | 19,4   |
| 17,7   | 15 à 29 ans  | 16,6   |
| 14,9   | - de 14 ans  | 14,1   |

## Culture et patrimoine

### Patrimoine bâti

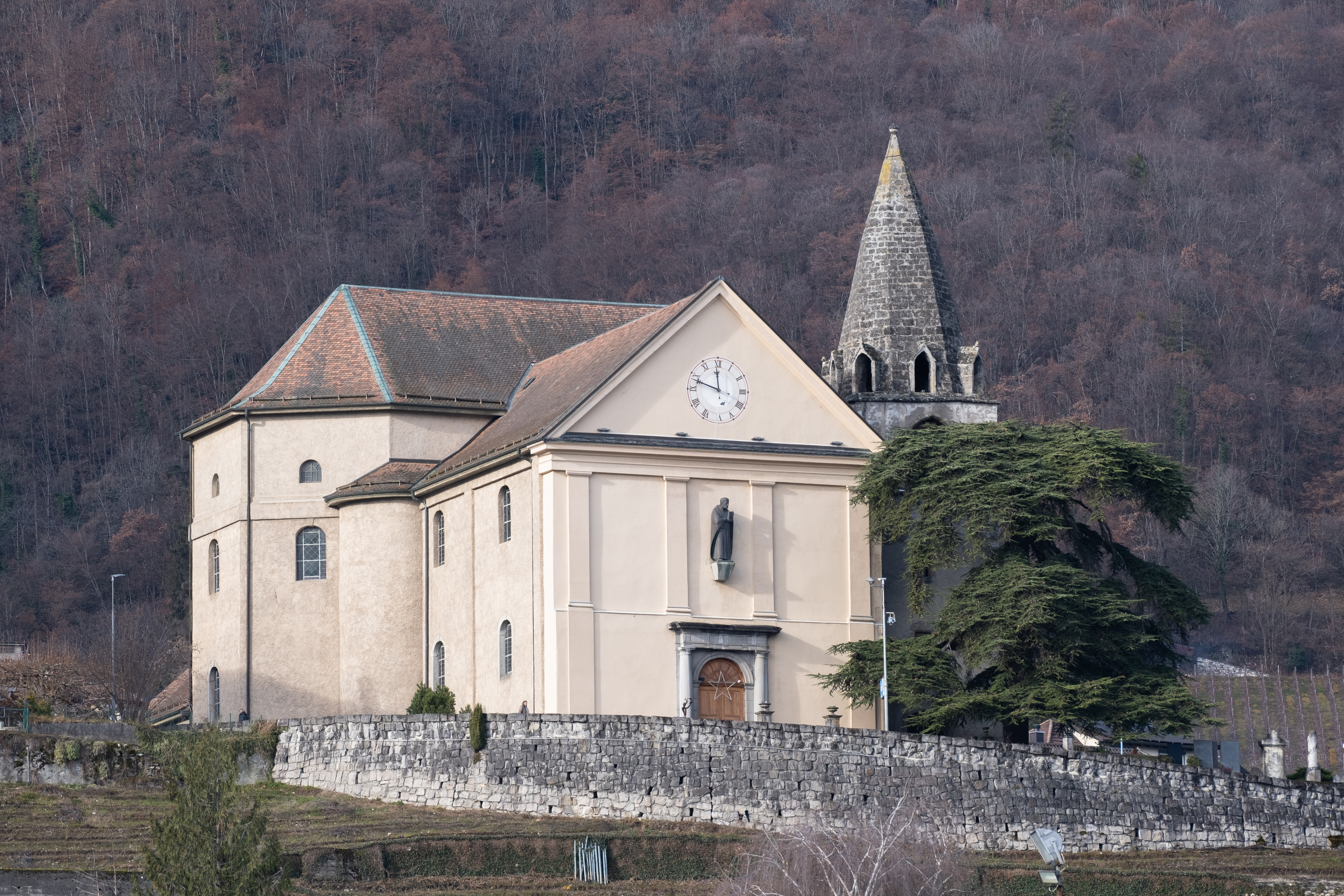
L'église Saint-Hyppolyte de Vouvry.

Le clocher à flèche de pierre a été réalisé en 1440 par Falco Gallien. Le premier chœur et la nef ont été réalisés par Jean Vaulet entre 1460 et 1496,. En 1812 le conseil communal décide de construire une nouvelle église qui sera construite entre 1819 et 1822. Le clocher d'origine est conservé ainsi de modestes parties comme l'encadrement de la porte sud, un encadrement de la fenêtre à la sacristie et le double vitrail central du cœur.
Situé sur les hauteurs de Vouvry, le site de Chavalon a accueilli une centrale thermique dès les années 1960. La centrale a cessé son activité en 1999. Un projet de centrale combinée à gaz a été à l'étude. Il a été abandonné à la suite du rachat du site par Orllati.
Sur le territoire de la commune se trouve également le château de la Porte-du-Scex, comprenant le musée du Vieux-Vouvry et ses expositions temporaires.

### Patrimoine naturel
Le site de Taney est un site naturel protégé de 1 500 hectares avec un lac naturel, le lac de Taney. On y accède par Miex-Le Flon à pied ou sur autorisation.

### Héraldique
| Blason | Blasonnement : « Coupé de gueules à l'aigle de sable becquée, languée et membrée d'argent, chargée en cœur d'une croisette d'argent et d'azur à trois étoiles d'argent. » |

Les armoiries de Vouvry sont tirées d'un drapeau de 1840. Elles sont reportées de manière différente selon l'auteur : avec un aigle d'argent ou d'or sans croisette et avec des étoiles d'or à 5 rais. Selon Bridel, l'aigle serait une vouivre, représentant ainsi le nom de la commune.

### Fonds d'archives
- Fonds : Vouvry, Commune / Bourgeoisie (1236-20e siècle) [47,76 mètres].  Cote : CH AEV, AC Vouvry. Sion : Archives de l'État du Valais (présentation en ligne).